# Oenoptila ignea
Oenoptila ignea är en fjärilsart som beskrevs av W. Warren 1904. Oenoptila ignea ingår i släktet Oenoptila och familjen mätare. Inga underarter finns listade i Catalogue of Life.